# Legion: XX
Legion: XX ist ein Coveralbum der US-amerikanischen Metal-Band Burn the Priest. Es erschien am 18. Mai 2018 über Nuclear Blast.

## Entstehung
Bei der Band Burn the Priest handelt es sich um die Band Lamb of God, die sich im Jahre 1994 als Burn the Priest gegründet hat. Anlässlich des 20-jährigen Jubiläums des selbst betitelten Debütalbums nahmen Lamb of God zusammen mit dem Musikproduzenten Josh Wilbur ein Album mit Coverversionen auf. Dabei fiel die Auswahl auf die Titel, die die Musiker während des Aufwachsens stark beeinflusst haben. Die ausgewählten Titel stammen dabei weniger aus dem Metal, sondern eher aus dem Punk, Hardcore, Crossover und Sludge. Gleichzeitig mit dem Album veröffentlicht die Band eine 7"-Single mit dem Titel Inherit the Earth von The Accüsed sowie den nicht auf dem Album erschienenen Titel In the Meantime von der Band Helmet auf der B-Seite. Für das Lied Kerosene wurde ein Musikvideo gedreht.

## Titelliste
| Nr. | Titel                 | Originalinterpret      | Länge |
| --- | --------------------- | ---------------------- | ----- |
| 1   | Inherit the Earth     | The Accüsed            | 3:28  |
| 2   | Honey Bucket          | Melvins                | 2:43  |
| 3   | Kerosene              | Big Black              | 6:12  |
| 4   | Kill Yourself         | Stormtroopers of Death | 2:18  |
| 5   | I Against I           | Bad Brains             | 3:48  |
| 6   | Axis Rot              | Sliang Laos            | 3:04  |
| 7   | Jesus Built My Hotrod | Ministry               | 6:14  |
| 8   | Once Voice            | Agnostic Front         | 3:16  |
| 9   | Dine Alone            | Quicksand              | 3:31  |
| 10  | We Gotta Know         | Cro-Mags               | 3:27  |

## Rezeption
Laut Petra Schurer vom deutschen Magazin Metal Hammer seien die Versionen von Burn the Priest „mal mehr, mal weniger gelungen“, der eigene Stil der Band würde aber „immer durchkommen“. Legion: XX wäre eine „Spaßplatte“, aber auch ein „Tribut an die Acts, die vielleicht nicht in großem Rahmen Anerkennung bekommen haben“. Schurer vergab fünf von sieben Punkten.